# Kriestowka (obwód smoleński)
Kriestowka (ros. Крестовка) – wieś (ros. деревня, trb. dieriewnia) w zachodniej Rosji, w osiedlu wiejskim Pionierskoje rejonu smoleńskiego w obwodzie smoleńskim.

## Geografia
Miejscowość położona jest 0,5 km od drogi regionalnej 66K-22 (Szczeczenki – Monastyrszczina), 19 km od drogi federalnej R135 (Smoleńsk – Krasnyj – Gusino), 20,5 km od drogi federalnej R120 (Orzeł – Briańsk – Smoleńsk – Witebsk), 36 km od drogi magistralnej M1 «Białoruś», 1,5 km od centrum administracyjnego osiedla wiejskiego (Sanniki), 28,5 km od Smoleńska, 27,5 km od najbliższego przystanku kolejowego (Dacznaja II).

## Demografia
W 2010 r. miejscowość zamieszkiwała 1 osoba.